# GP La Marseillaise 2022
De 43e editie van de wielerwedstrijd GP La Marseillaise werd gehouden op 30 januari 2022. De renners reden 174,3 kilometer in en rond de stad Marseille. Deze editie werd gewonnen door de Belg Amaury Capiot gevolgd door Mads Pedersen en Francisco Galván.

## Uitslag
| GP La Marseillaise 2022 |                      |                                    |          |
| Plaats                  | Naam                 | Ploeg                              | Tijd     |
| Winnaar                 | Amaury Capiot        | Arkéa-Samsic                       | 4u31'11" |
| 2                       | Mads Pedersen        | Trek-Segafredo                     | z.t.     |
| 3                       | Francisco Galván     | Equipo Kern Pharma                 | z.t.     |
| 4                       | Edvald Boasson Hagen | Team TotalEnergies                 | z.t.     |
| 5                       | Benoît Cosnefroy     | AG2R-Citroën                       | z.t.     |
| 6                       | Bryan Coquard        | Cofidis                            | z.t.     |
| 7                       | Georg Zimmermann     | Intermarché-Wanty-Gobert Matériaux | z.t.     |
| 8                       | Diego Ulissi         | UAE Team Emirates                  | z.t.     |
| 9                       | Alessandro Covi      | UAE Team Emirates                  | z.t.     |
| 10                      | Alberto Bettiol      | EF Education-EasyPost              | z.t.     |

1980 · 1981 · 1982 · 1983 · 1984 · 1985 · 1986 · 1987 · 1988 · 1989 · 1990 · 1991 · 1992 · 1993 · 1994 · 1995 · 1996 · 1997 · 1998 · 1999 · 2000 · 2001 · 2002 · 2003 · 2004 · 2005 · 2006 · 2007 · 2008 · 2009 · 2010 · 2011 · 2012 · 2013 · 2014 · 2015 · 2016 · 2017 · 2018 · 2019 · 2020 · 2021 · 2022 · 2023 · 2024 · 2025